# Гребний слалом на літніх Олімпійських іграх 2024 — байдарки-одиночки (жінки)
Змагання з гребного слалому на байдарках-одиночках серед жінок на літніх Олімпійських іграх 2024 відбудуться 27 і 28 липня 2024 на Національному олімпійському морському стадіону Уль-де-Франс у Вер-сюр-Марні. Це буде 10-та поява цієї дисципліни на Олімпійських іграх. Уперше її провели 1972 року, а потім на кожній Олімпіаді, починаючи з 1996-го.

## Формат змагань
Змагання з гребного слалому складаються з трьох раундів: попередні запливи, півфінал і фінал. У попередніх запливах кожна байдарочниця двічі проходить трасу. Зараховується кращий з двох результатів. Найкращі 22 виходять до півфіналу. У півфіналі спортсменки роблять одну спробу. Найкращі 12 потрапляють до фіналу. У фіналі кожна виконує спробу. Байдарочниця, що показала найкращий час, виграє золоту медаль. 
Довжина слаломної траси становить приблизно 250 метрів. Вона має 25 воріт, які байдарочниці мають пройти в правильному напрямку. Штрафний час дають за порушення, як от проходження воріт з неправильного боку або їх торкання.

## Розклад
Вказано центральноєвропейський літній час (UTC+2)
Змагання відбуваються в два дні поспіль.
| Дата          | Час         | Раунд             |
| ------------- | ----------- | ----------------- |
| 27 липня 2024 | 16:00       | Попередні запливи |
| 28 липня 2024 | 15:30 17:45 | Півфінал Фінал    |

## Результати
| Місце | Bib | Байдарочниця       | Країна                  | Попередній заплив | Попередній заплив | Попередній заплив | Попередній заплив | Попередній заплив | Попередній заплив | Півфінал   | Півфінал   | Півфінал   | Фінал      | Фінал      | Фінал      |
| Місце | Bib | Байдарочниця       | Країна                  | 1-ша спроба       | Штр.              | 2-га спроба       | Штр.              | Кращий            | Місце             | Час        | Штр.       | Місце      | Час        | Штр.       | Місце      |
| ----- | --- | ------------------ | ----------------------- | ----------------- | ----------------- | ----------------- | ----------------- | ----------------- | ----------------- | ---------- | ---------- | ---------- | ---------- | ---------- | ---------- |
| 1     | 1   | Джессіка Фокс      | Австралія (AUS)         | 95.20             | 0                 | 92.18             | 0                 | 92.18             | 1                 | 102.38     | 2          | 8          | 96.08      | 0          | 1          |
| 2     | 4   | Клаудія Зволінська | Польща (POL)            | 96.33             | 4                 | 93.03             | 0                 | 93.03             | 2                 | 99.84      | 0          | 2          | 97.53      | 0          | 2          |
| 3     | 9   | Кімберлі Вудс      | Велика Британія (GBR)   | 97.31             | 0                 | 95.95             | 4                 | 95.95             | 12                | 99.87      | 0          | 3          | 98.94      | 0          | 3          |
| 4     | 13  | Ана Сатіла         | Бразилія (BRA)          | 98.83             | 0                 | 96.88             | 0                 | 96.88             | 14                | 102.23     | 0          | 5          | 100.69     | 0          | 4          |
| 5     | 5   | Стефані Горн       | Італія (ITA)            | 99.64             | 2                 | 95.43             | 2                 | 95.43             | 7                 | 101.04     | 0          | 4          | 101.43     | 0          | 5          |
| 6     | 3   | Камій Пріжан       | Франція (FRA)           | 94.67             | 2                 | 93.25             | 0                 | 93.25             | 3                 | 104.36     | 0          | 7          | 101.67     | 2          | 6          |
| 7     | 6   | Ева Терчелі        | Словенія (SLO)          | 99.08             | 4                 | 95.93             | 2                 | 95.93             | 11                | 103.11     | 2          | 10         | 101.73     | 0          | 7          |
| 8     | 14  | Лука Джонс         | Нова Зеландія (NZL)     | 102.90            | 6                 | 97.13             | 4                 | 97.13             | 15                | 104.91     | 0          | 9          | 102.33     | 2          | 8          |
| 9     | 10  | Елішка Мінталова   | Словаччина (SVK)        | 95.67             | 2                 | 99.76             | 4                 | 95.67             | 9                 | 103.07     | 0          | 6          | 102.98     | 2          | 9          |
| 10    | 8   | Корінна Кунле      | Австрія (AUT)           | 98.24             | 0                 | 95.67             | 0                 | 95.67             | 8                 | 104.25     | 2          | 12         | 103.09     | 4          | 10         |
| 11    | 2   | Рікарда Функ       | Німеччина (GER)         | 97.15             | 2                 | 94.95             | 2                 | 94.95             | 6                 | 97.31      | 2          | 1          | 149.08     | 50         | 11         |
| 12    | 7   | Маялен Чоурраут    | Іспанія (ESP)           | 101.06            | 0                 | 96.33             | 2                 | 96.33             | 13                | 106.21     | 0          | 11         | 157.67     | 52         | 12         |
| 13    | 11  | Мартіна Веґман     | Нідерланди (NED)        | 98.00             | 2                 | 100.61            | 4                 | 98.00             | 16                | 102.38     | 4          | 13         | не пройшла | не пройшла | не пройшла |
| 14    | 19  | Кароль Бузіді      | Алжир (ALG)             | 99.41             | 0                 | 99.50             | 0                 | 99.41             | 19                | 106.75     | 2          | 14         | не пройшла | не пройшла | не пройшла |
| 15    | 15  | Еві Лейбфарт       | США (USA)               | 97.24             | 0                 | 93.84             | 0                 | 93.84             | 4                 | 107.54     | 2          | 15         | не пройшла | не пройшла | не пройшла |
| 16    | 25  | Лі Шитін           | Китай (CHN)             | 110.39            | 2                 | 101.63            | 2                 | 101.63            | 20                | 109.04     | 2          | 16         | не пройшла | не пройшла | не пройшла |
| 17    | 20  | Акі Ядзава         | Японія (JPN)            | 106.01            | 4                 | 107.16            | 4                 | 106.01            | 21                | 110.50     | 4          | 17         | не пройшла | не пройшла | не пройшла |
| 18    | 16  | Вікторія Ус        | Україна (UKR)           | 100.42            | 0                 | 98.65             | 0                 | 98.65             | 18                | 114.76     | 6          | 18         | не пройшла | не пройшла | не пройшла |
| 19    | 18  | Алена Маркс        | Швейцарія (SUI)         | 102.13            | 2                 | 98.22             | 0                 | 98.22             | 17                | 119.62     | 4          | 19         | не пройшла | не пройшла | не пройшла |
| 20    | 22  | Луїс Беттерідж     | Канада (CAN)            | 106.45            | 2                 | 106.21            | 2                 | 106.21            | 22                | 119.67     | 8          | 20         | не пройшла | не пройшла | не пройшла |
| 21    | 17  | Антоніє Галушкова  | Чехія (CZE)             | 97.31             | 0                 | 94.49             | 0                 | 94.49             | 5                 | 105.66     | 50         | 21         | не пройшла | не пройшла | не пройшла |
| 22    | 12  | Моніка Дорія       | Андорра (AND)           | 95.93             | 0                 | 98.51             | 4                 | 95.93             | 10                | 102.28     | 54         | 22         | не пройшла | не пройшла | не пройшла |
| 23    | 23  | Чан Чу Хань        | Китайський Тайбей (TPE) | 109.92            | 2                 | 117.93            | 2                 | 109.92            | 23                | не пройшла | не пройшла | не пройшла | не пройшла | не пройшла | не пройшла |
| 24    | 21  | Медісон Корокоран  | Ірландія (IRL)          | 159.62            | 54                | 115.93            | 4                 | 115.93            | 24                | не пройшла | не пройшла | не пройшла | не пройшла | не пройшла | не пройшла |
| 25    | 24  | Софія Рейносо      | Мексика (MEX)           | 122.40            | 4                 | 120.93            | 8                 | 120.93            | 25                | не пройшла | не пройшла | не пройшла | не пройшла | не пройшла | не пройшла |